# Jilin Linye-1
Jilin Linye-1 (Lingqiao Shipin 03) ist ein Erdbeobachtungssatellit der Chang Guang Satellitentechnik GmbH aus Changchun, Volksrepublik China.
Er wurde am 9. Januar 2017 um 4:11 UTC mit einer Kuaizhou-1A-Trägerrakete vom Kosmodrom Jiuquan (zusammen mit den beiden CubeSats-2U Shiyan-1 und Kaidun-1 'Caton-1') in eine sonnensynchrone Umlaufbahn gebracht. Ursprünglich sollte der Start nach einer Pressemeldung des Raketenvermarkters ExPace bereits im Dezember 2016 stattfinden.
Der dreiachsenstabilisierte Satellit ist mit einer Kamera ausgerüstet, die 4K-HD-Videos mit einer Auflösung einem Meter und einer Schwadbreite von 11 km × 4,5 km erstellt. Er soll zur Überwachung von Waldflächen dienen. Er wurde von der Chang Guang Satellitentechnik GmbH gebaut und besaß ursprünglich eine geplante Lebensdauer von drei Jahren. Das Unternehmen ist eine Ausgründung des Changchuner Instituts für Optik, Feinmechanik und Physik der Chinesischen Akademie der Wissenschaften. Der Strombedarf der Satellitensysteme soll maximal 55 Watt betragen und wird von auf der Außenseite des Satelliten angebrachten Solarzellen übernommen. Die gesammelten Daten werden im X-Band mit einer Geschwindigkeit von 350 Megabit pro Sekunde an die Erde übermittelt.